# Sky Nature
Sky Nature è un canale televisivo tematico italiano di proprietà, del gruppo Sky Italia dedicato ai documentari internazionali, e naturalistici, e a reportage a tema ambientale. Sintonizzato sui canali 122 e 404. è visibile all'interno del pacchetto, "Sky TV" con "Sky HD", Su Sky Go e Now. Il canale, è diretto da Roberto Pisoni.

## Storia
Le trasmissioni del canale sono partite il 1º luglio 2021, in contemporanea con Sky Serie, Sky Investigation e Sky Documentaries.